# Svartvit bomal
Svartvit bomal (Monopis spilotella) är en fjärilsart som beskrevs av Johan Martin Jacob af Tengström. Svartvit bomal ingår i släktet Monopis och familjen äkta malar. Arten är reproducerande i Sverige. Inga underarter finns listade i Catalogue of Life.